# Liste der Biografien/Fiv
Liste der Biografien |
Portal Biografien |
Personensuche
# |
A |
B |
C |
D |
E |
F |
G |
H |
I |
J |
K |
L |
M |
N |
O |
P |
Q |
R |
S |
T |
U |
V |
W |
X |
Y |
Z |
?
 
Fa |
Fe |
Ff |
Fh |
Fi |
Fj |
Fk |
Fl |
Fm |
Fn |
Fo |
Fr |
Ft |
Fu |
Fy
 
Fia |
Fib |
Fic |
Fid |
Fie |
Fif |
Fig |
Fih |
Fii |
Fij |
Fik |
Fil |
Fim |
Fin |
Fio |
Fip |
Fiq |
Fir |
Fis |
Fit |
Fiu |
Fiv |
Fix |
Fiz
Die Liste der Biografien führt alle Personen auf, die in der deutschsprachigen Wikipedia einen Artikel haben. Dieses ist eine Teilliste mit 10 Einträgen von Personen, deren Namen mit den Buchstaben „Fiv“ beginnt.

## Fiv

### Fiva
- Fiva (* 1978), deutsche Rapperin, Moderatorin und AutorinFiva (* 1978)

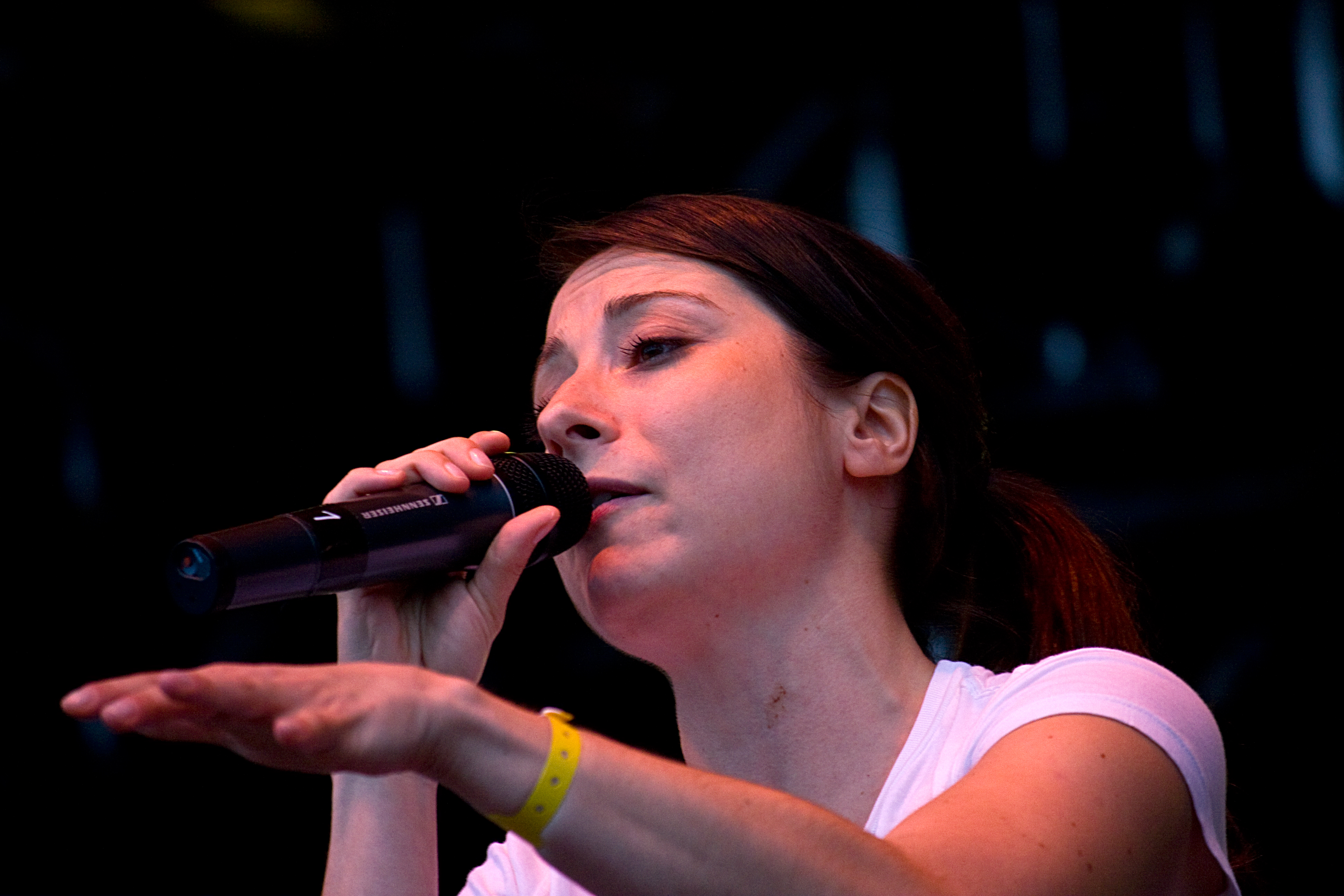
Fiva (* 1978)

- Fiva, Alex (* 1986), Schweizer Freestyle-Skisportler
- Fiva, Nicolas († 1640), Mathematiker und der erste Schweizer Jesuit im Fernen Osten
- Fivaz, Fabien (* 1978), Schweizer Politiker (Grüne)
- Fivaz, Julien (* 1979), Schweizer Leichtathlet

### Five
- Five for Fighting (* 1965), US-amerikanischer Singer-Songwriter
- Fivé, Gaspard (1849–1909), belgischer Soldat und Kolonialadministrator
- Fivel, Théodore (1828–1894), französischer Architekt

### Fivi
- Fivian, Ernst (1931–2021), Schweizer Kunstturner

### Fivo
- Fivos (* 1971), griechischer Komponist